# 최종길
최종길(崔鐘吉, 1931년 4월 28일 ~ 1973년 10월 19일)은 대한민국의 법학자이다. 중앙정보부에서 유럽 간첩단 사건으로 조사받던 중 고문으로 인해 사망하였다.

## 생애
1931년에 충청남도 공주에서 태어났다. 아버지를 따라 어릴 적에 인천으로 이사해 성장하고, 인천중학교(6년제, 제물포고등학교의 전신)를 졸업하였다. 1955년에 서울대학교 법과대학을 졸업한 뒤 동 대학원에 진학하였으며, 민법을 전공하여 석사 과정을 수료하였다. 다만 논문은 유학 준비 관계로 쓰지 않은 것으로 보인다. 1957년부터 스위스 취리히 대학교에서 잠시 연구한 뒤, 1958년부터 서독 쾰른 대학교 박사 학위 과정을 밟아 민법과 국제사법의 대가 게르하르트 케겔 교수의 지도를 받았다. 1962년에 〈한국 민법 및 국제사법에 있어서 이혼〉(독일어: Scheidung im koreanischen materialen und internationalen Privatrecht)으로 박사 학위를 받았고, 귀국하여 서울대학교의 강사로 있었다. 1965년에 조교수가 되어 민법, 서양법제사, 로마법 등을 가르치다가 1967년부터는 부교수 및 학생과장으로 있었다. 1970년부터 하버드 대학교 교환교수로 도미하였다가, 1971년에 귀국하여 1972년에 서울대학교 법대 정교수가 되었다.

## 유럽거점 간첩단 사건
1973년 10월 4일 서울대 법대 학생들이 문리대 학생들에 이어 10월 유신 반대 데모에 나섰다. 경찰의 진압으로 법대생들이 체포·연행되어 구금된 것에 대해 교수회의에서 스승으로서 모른 체해서는 안된다며 "부당한 공권력의 최고 수장인 박정희 대통령에게 총장을 보내 항의하고 사과를 받아야 한다."고 발언했다. 중앙정보부에서 유럽 간첩단 조작 사건의 수사 협조를 요청하자 10월 16일에 중앙정보부에 근무하고 있던 최종선과 함께 두 형제가 웃으며 자진출두하였으나 그로부터 3일 뒤인 10월 19일에 변사체로 발견되었다. 당시 중앙정보부 차장 김치열은 10월 25일에 최종길이 "간첩혐의를 자백하고 중앙정보부 건물 7층에서 투신 자살"했다고 발표하였다.
그러나 1974년 12월 18일, 천주교정의구현전국사제단은 전기고문에 의한 타살을 사인으로 제시했으며, 1975년에는 쾰른 대학교의 게르하르트 케겔 교수 등이 외무부에 진상규명을 촉구하였다. 이후 지속적인 진상 규명 촉구가 있었으며, 1988년 10월 6일 천주교 정의구현전국사제단은 서울지방검찰청에 재수사를 촉구하였다. 그러나 10월 18일, 검찰은 당일자로 공소시효가 만료하였으며 “타살됐다는 증거도, 자살했다는 증거도” 찾지 못했다고 발표하였다.

## 의문사 진상규명
2002년 5월 27일, 의문사진상규명위원회는 “최 교수는 중정의 고문과 협박 등 각종 불법수사에도 불구하고 강요된 간첩자백을 하지 않았다”며 “적극적 항거 외에 권위주의적 공권력 행사에 순응하지 않음으로써 소극적으로 저항하는 행위도 권위주의적 통치에 항거한 활동에 포함된다고 볼 수 있는 만큼 최교수 죽음의 민주화운동 관련성이 인정된다”고 결정한 바 있다.
2002년 5월 29일에 유족은 국가권력의 불법 가혹행위에 의해 최종길 교수가 사망했다며 국가를 상대로 손해배상을 청구했고, 항소를 거쳐 2006년 2월 14일에 서울고등법원은 국가가 유족에게 18억 4800여만 원을 배상하라고 판결했다. 법원은 “국가권력이 나서서 서류를 조작하는 등의 방법으로 조직적으로 사실을 은폐하고 고문 피해자를 오히려 국가에 대한 범죄자로 만든 사건에서 국가가 소멸시효 완성을 주장하는 것은 인정할 수 없다”는 이유를 제시했으며, 법무부는 상고를 포기해 항소심 판결이 확정된 바 있다.

## 밝혀진 진상
이 사건의 정확한 진상을 이해하기 위해서는 민주화운동기념사업회에 중요 민주화 운동 사료로 영구 보관 중에 있는 고인의 막내 동생 당시 중앙정보부 감찰실 요원 최종선이 1973년 10월 25일 저녁, 당시 중정 차장 김치열에 의한 천인공노할 간첩 및 투신자살로의 사건 조작 기자 회견이 각종 TV 등 매스컴에 대대적으로 방영되는 그날 저녁, 연세대학교 세브란스 병원 정신병동에 위장 입원하여 생명을 걸고 비밀리에 기록한 98 쪽에 달하는 비장한 유언 기록을, http://archives.kdemo.or.kr/isad/view/00480350 을 통하여 직접 읽어보는 것이 가장 정확한 진실 접근의 길이 될 것이다.
1973년 10월 당시, 솔제니친의 수용소 군도를 읽고 있던 최종선은, 그 내용에서 힌트를 얻어 중정의 감시 범위 안에 머물며 중정의 감시를 피해 비밀리에 기록을 남길 수 있는 최적의 장소로 철창에 의하여 외부와 단절되어 있는, 본인의 모교(연세대학교 상경대학 경영학과) 부속병원 세브란스 병원 정신병동을 선택했고, 절친 지훈상 등 레지던트 친구들로부터 펜과 연세대 대학노트를 구해 받고 단독 병실을 배정 받은 가운데 그들의 보호와 조력 속에 남긴 처절한 그의 최후의 글, 즉 유언서이자 양심선언, 그 글을 남기게 된 것이다.
이듬해인 1974년 12월 31일 자정 무렵 깊은 밤, 최종선은 당시 응암동 성당 주임신부로 계시던 정의구현전국사제단 함세웅 신부를 비밀리에 찾아 가 그간 생명을 걸고 감추어 오던 위 수기 원본을 전달하고, 때가 이르러 싸우게 될 때 그 때가 언제가 되던 신부가 그 때까지 보관하시도록 청원 드리고, 신부의 눈물 어린 기도를 뒤로 하고 다시 중정, '호랑이를 잡으려면 호랑이 굴로 들어간다'는 비장한 결의대로 중정으로 돌아 가 1980년 5월 광주민주화운동에서 수많은 학생 시민이 희생되는 참상을 겪게 될 때까지, 언제나 멀리에만 있는 민주주의, 아무리 피를 흘려도 가까이 다가와 주지 않는 민주주의를 더 이상 기다릴 기력을 상실한 채 절망하여 중정을 떠났다.
박정희 군사독재의 어두운 시절, 민주화 운동으로 하여 계속 감옥을 가시곤 하던 함세웅 신부는 다른 동료 신부들과 수녀들, 특히 김아멜리아 수녀(최근에 수녀의 존재가 알려졌음)에게 위 수기를 보관토록 하시므로 서, 그 후 15년을 천주교정의구현사제단 신부들의 사제관, 수녀원 등을 전전하며 비밀리에 숨겨져 오다, 1988년 카톨릭 평화신문에 당시 편집국장 김정남 선생의 결단에 의하여 본 수기가 밝은 세상에 처음 공개되기에 이르렀고, 같은 해 신동아 11월호에 "서울법대 최종길 교수 중앙정보부가 죽였다" 제하로 공개되기에 이르러, 이후 이 수기는 최종길 교수 간첩조작 고문치사 사건 진상 규명의 시작이자 끝이라 할, 그래서 민주화운동기념사업회에서 영구보관을 결정할만한 민주화 투쟁의 사료적 자료로의 의미를 갖게 되었던 것이다. 그 후 1988년, 천주교정의구현전국사제단 김승훈 신부와 최종선 등 유가족은 최종길 교수 사건 관련자들과 고문 수사관들에 대한 공소시효 만료를 앞두고 대한민국 검찰에 공식적으로 사건 재조사와 최종길 교수에 대한 명예 회복을 진정할 당시, 본 수기 사본이 강력한 증거자료로 검찰에 제출되었고, 진상을 은폐하려는 검찰을 가장 곤혹스럽게 한 증거 자료가 되었으나, 6공 검찰은 결국 사건 진상을 또 다시 은폐하고 사건 관련자들에게 면죄부만 주어진 채 사건은 유야무야 되고 말았다.
2001년 의문사진상규명위원회에 최종길 교수 사건에 대한 진상 규명을 재진정한 최종선은 그간의 과정을 기록한 "산자여 말하라"를 출간하여, "이 글은 국민 여러분께 드리는 보고서입니다. 이 글은 의문사진상규명위원회에 제출하는 진정서, 건의서, 답변서입니다. 이글은 제 제 2의 양심선언이며 고해성사입니다" 라고 서언에 천명한바 그대로, 이 책은 단순한 책이 아니라 최종길 교수 사건 진상규명의 알파요 오메가가 되는, 사건진상규명의 지침서 백서로 서, 의문사 조사 결과보고는 결국은 이미 1973년 10월 26일에 쓰여진 최종선의 수기와 "산자여 말하라" 책이 제시하는 주장과 guideline을 따라 추적하여 사실을 확인하고 증거로서 구체화 한 기록에 불과할 뿐으로서, 2017년 2월 26일 오늘 현재 드라마틱하고 파란만장한 최종선의 삶을 주제로 한 영화가 J 영화사에 의하여 구체적으로 기획·진행되고 있을 정도의 의미를 갖게 하는 수기이고 기록임은 공지의 사실임에도, 최종길 교수 사건에 대한 진상규명을 자신의 대표적 인권 운동 사례인 양 선전하고 있는 K 모 변호사라든가 최종길 교수의 일부 가족은 민주화운동기념사업회에 민주화 운동 기념 사료로 영구 보존되고 있는 위 사료, http://archives.kdemo.or.kr/isad/view/00480350의 존재라든가 최종선의 "산자여 말하라" 피 맺힌 책의 존재를 애 써 외면하고 있다는 점은 그야말로 아이러니가 아닐 수 없다. 각종 인터넷상의 최종선에 대한 왜곡된 오해와 악의에 찬 각종 시도를 이 이상 방치해 두어서는 안 되겠다는 결심에 따라, 오늘 이 글을 올려 진실을 바로 세우고자 한다. 아마 최종선이 곧 출간 할 가칭 "산자여 말하라 II"에서 우리는 이 사건의 참 진상과 hidden history, 그에 의해 밝혀지는 새로운 역사적 사건의 놀라운 실상을 곧 접하게 될 것이다.
당시 박정희 군사독재정권의 친위대 중앙정보부 내에서의 최종선의 드라마틱한 삶과 행적에 관심이 더 있다면, 민주화운동기념사업회에 따로 보관되어 있는 그에 관한 다른 기록, http://archives.kdemo.or.kr/search/total-search?QA=%EC%B5%9C%EC%A2%85%EC%84%A0&QU=%EC%B5%9C%EC%A2%85%EC%84%A0 을 열람하도록 또한 권장한다.
이하 최종선과 직접 나눈 대화 내용의 일부를 본 지면을 통하여 공개한다.
‘의문사진상규명위원회’의 공식 조사보고서에는, “최종길(당시 서울대 법대 교수)은 1973년 10월 16일 오후 2시경에 친동생인 최○선(당시 중앙정보부 직원)과 함께 조사를 받기 위해 중앙정보부(이하 중정) 남산 분청사에 자진 출두하였다.”고 명백히 ‘자진출두’ 하였다고 해 놓고서는, 의문사진상규명위원회의 중요간부로서, 그와 같은 자진출두 결론의 공식조사결과 작성에 주도적으로 참여하였던 K 모 변호사는 그 직후 최종길 교수 유가족의 국가상대 소송을 자신의 법무법인 D로 수임하여 소속 변호사 두 명을 눈가림으로 전면에 내세웠으나 사실상 그가 주도하였다. (의문사진상규명위원회에서 자신이 주도적으로 주관하였던 사건의 잉크도 채 마르기 전에 곧바로 이어서 동일 사건의 국가상대 손해배상소송을 수임하여 대리한다는 그 자체가 법조인으로서의 품위와 정신을 도외시한 품위 손상행위 아닌가?)
국가의 책임을 더 과중하게 물어 더 많은 보상액을 쉽게 받아 내고자 하는 변호사들의 소송 기술상 trick 인지는 모르겠으나, 의문사위 조사결과확정에 이어 곧바로 서울지법에 제출한 2002가 합3367 손해배상(기)의 청구취지 "나. 중앙정보부에서 최종길을 조사하게 된 경위"에서, 당연히 의문사진상규명위원회 조사결과 그대로 “자진출두”라고 표현하여야 마땅할 것을, “당시 중앙정보부 감찰실 직원으로 근무하고 있던 동생인 원고 최종선을 통하여 최종길로 하여금 중앙정보부 남산 분청사에 출석하도록 하였다”라고 모호하고 야릇하게 표현하는가 하면, 아예 더 나가 최종길이 중정에 강제 연행된 것으로 기자들에게 공공연히 기정사실화하여 공표하곤 하므로 서, 동생 최종선이 마치 자신의 형 최종길을 중정에 연행해 간 양 왜곡하므로 서, 최종선의 명예는 땅에 떨어졌고, 한 개인의 명예나 사건의 진실이야 여하하던 전혀 개의치 않고 국가를 상대로 보상을 받아 낼 그 목적 하나만 보고 달려드는 혐오스러운 모습에 구역질 난 최종선은 그 후 미국에 살며 한국 쪽으로는 고개조차 돌리지 않고 살아왔다 한다. (국가상대 손해배상 청구 당시 최종선은 미국에 거주하고 있었으며, 변호인 선임계에 sign 만 해서 보내줬으므로, 재판 청구 취지에 자신이 그와 같이 왜곡되게 표현되어 있다는 사실을 전혀 알지 못했다. 믿는 도끼에 발등 찍혔다고나 할까!?)
1심에서 패소한 최종길 교수 유가족과 법무법인 D는, 변호인을 법무법인 J 로 바꿨으나, 담당변호사 C 모는 법무법인 D 출신으로 여전히 의문사진상규명위원회에 관여 하였던 K 모 변호사의 영향력 하에서 재판이 진행되게 되었음은 법조계 주지의 사실인 데, 이 또한 법조인으로서의 품위 따위는 여전히 아랑곳 하지 않는 눈 가리고 아옹 하는 저급하고 수준 낮은 품위손상의 연속이었다. 그 이후 최종선이 미국에서 접한 이 사건관련 신문기사 중 최종길이 중정에 “임의동행”되었다고 한 내용을 발견하고, 최종선이 법무법인 J의 담당변호사 C 모에게 전화를 걸어 “임의동행이면, 수사 기관이 피의자나 참고인 등을 조사하기 위하여 그 당사자의 승낙을 얻어서 검찰청이나 경찰서 따위로 데리고 가는 일”이라고 되어 있던데, 그럼 내가 형님을 임의동행 했다는 얘기로 법원서류가 되어 있는 거냐?” 하고 물었더니, “돈만 받아내면 됐지 까짓 게 무슨 대숩니까? 그렇게 안 하면 돈 한 푼 못 받습니다. 돈 못 받아도 좋습니까?” 하며 언성을 높이며 발끈하더라는 것입니다. 이에 열 받은 최종선이 “난 그깟 돈 필요 없다”면서 전화를 끊고 당시 친교가 있던 연ㅇ뉴스 박ㅇ황 기자(현재 사장)에게 전화를 걸어 분통을 터뜨리며 울분을 토로 한 일도 있었다는데, 그 후 최종선은 조국과 절연한 채 돌아오지 않았다.
최종선은 최근 16년 만에 잠시 귀국하여 고 최종길 교수의 막내딸 최희정을 만났더니, “엄마께서 살아 생전에 삼촌이 보상금 자기 몫이 작다고 C모 변호사에게 전화를 걸어 막 화를 냈다고 하는 말을 들었다고 하셨는데, 그게 사실이냐“고 묻더라면서 ”형수에게 나를 그렇게 중간에서 모략한 나쁜 사람들“이라고 개탄하였다.
이와 같은 변호사들의 품위 손상 행위는 아래 보도 내용으로 더욱 명백한 사실로 밝혀졌다.
KBS News 입력 2016.02.18 (01:06) "과거사 불법 수임 의혹 (후략)“:
http://news.kbs.co.kr/news/view.do?ncd=3234119&ref=A
한겨레 등록 :2016-02-17 15:31 “과거사 수임 김ㅇㅇ 변호사 (후략)”:
http://www.hani.co.kr/arti/society/society_general/730776.html
등 신문 · TV 보도에 따르면,
“변호사법 제31조 3항은 공무원·조정위원 등을 역임했던 변호사는 직무상 취급한 사건을 수임할 수 없도록 규정하고 있다. 이를 어길 경우엔 징역 1년 이하, 벌금 1000만원 이하 처벌을 받게 된다.”라고 하면서,
위 K 모 변호사가,
“(전략) 의문사 진상규명위원회 상임위원으로 재직하면서 '인혁당 재건위 사건' 등을 취급한 뒤, 관련 소송 5건을 수임해 5억 4천여 만 원을 받은 혐의로 기소됐습니다 (후략)” 또는,
“(전략) 2000~2002년 의문사진상규명위원회 상임위원으로 인혁당 재건위 사건과 관련된 의문사 사건에 대해 조사 개시를 결정한 뒤 인혁당 재건위 사건 손해배상 소송을 맡아 수임료로 5억4000여만원을 받은 혐의를 받았다 (후략)”라고 보도된 바 있음.

## 같이 보기
- 대한민국의 역사
- 대한민국의 인권

## 참고 문헌
- 최종고, 《한국의 법학자》, 서울대학교출판부, 1989년.
- 한홍구, 《대한민국史 4》 4부 : 미치도록 잡고 싶었다 - 간첩의 추억, 한겨레출판, 2007년

## 미디어
- SBS TV : 《꼬리에 꼬리를 무는 그날 이야기》